# Segunda División B de Venezuela 2006-07
La Temporada 2006-07 de la Segunda División B de Venezuela llamada “Copa Miguel Ángel Acosta” se inició el 9 de septiembre de 2006 y finalizó el 13 de mayo de 2007 con la participación de 18 equipos.

## Sistema de competición
Se disputa el Torneo Apertura y el Torneo Clausura con 2 grupos (Centro Oriental y Centro Occidental), los 3 primeros de cada grupo del Torneo Apertura 2006 se clasifican para disputar el Torneo Clausura 2007 y los 3 últimos descienden al Torneo Aspirantes de Venezuela 2006/07 para disputar el Torneo Clausura y el Torneo Clausura 2007 se disputa con los 3 de cada grupo clasificados del Torneo Apertura y los 3 últimos de cada grupo del Torneo Apertura de la Segunda División de Venezuela 2006/07, los primeros de cada grupo del Torneo Clausura 2007 disputan la final y los 3 primeros de cada grupo clasifican a la Segunda División de Venezuela.
Debido al cambio de la Primera División de Venezuela a 18 clubes se clasificaron los 5 primeros de cada grupo del Torneo Clausura 2007 a la Segunda División de Venezuela.

## Equipos participantes
Los equipos participantes en la Temporada 2006/07 de la Segunda División B del Fútbol Venezolano son los siguientes:
| Grupo Centro Oriental: - Deportivo Gulima - Orinoco Fútbol Club - UCV FC - Atlético PDVSA Gas - Hermandad Gallega FC - SD Centro Ítalo |  | Grupo Centro Occidental: - Policía de Lara Fútbol Club - Deportivo Táchira B - Academia Emeritense FC - Club Atlético Táchira - Unión Deportivo Valera - Trujillanos FC B |

## Torneo Apertura 2006
El Torneo Apertura 2006 es el primer torneo de la Temporada 2006/07 en la Segunda División B de Venezuela.

### Grupo Centro Oriental
|   | Equipo               | PTS | J  | G | E | P | GF | GC | DG  |                              |
| - | -------------------- | --- | -- | - | - | - | -- | -- | --- | ---------------------------- |
| 1 | SD Centro Ítalo      | 23  | 12 | 7 | 2 | 3 | 31 | 16 | +15 | Clasifica al T.Clausura 2007 |
| 2 | Atlético PDVSA Gas   | 19  | 11 | 5 | 4 | 2 | 19 | 15 | +4  | Clasifica al T.Clausura 2007 |
| 3 | UCV FC               | 18  | 11 | 5 | 3 | 3 | 19 | 20 | -1  | Clasifica al T.Clausura 2007 |
| 4 | Deportivo Gulima     | 14  | 12 | 3 | 5 | 4 | 22 | 26 | -4  | Desciende al T.Aspirantes    |
| 5 | Orinoco FC           | 14  | 12 | 4 | 2 | 6 | 25 | 30 | -5  | Desciende al T.Aspirantes    |
| 6 | Hermandad Gallega FC | 9   | 11 | 2 | 3 | 6 | 5  | 13 | -8  | Desciende al T.Aspirantes    |

Leyenda: PTS (Puntos), J (Juegos), G (Ganados), E (Empatados), P (Perdidos), GF (Goles a Favor), GC (Goles en Contra), DG (Diferencia de Goles).

### Grupo Centro Occidental
|   | Equipo                 | PTS | J  | G | E | P | GF | GC | DG  |                              |
| - | ---------------------- | --- | -- | - | - | - | -- | -- | --- | ---------------------------- |
| 1 | Trujillanos FC B       | 23  | 12 | 6 | 5 | 1 | 15 | 8  | +7  | Clasifica al T.Clausura 2007 |
| 2 | Academia Emeritense FC | 22  | 12 | 7 | 1 | 4 | 26 | 13 | +13 | Clasifica al T.Clausura 2007 |
| 3 | Policía de Lara FC     | 21  | 12 | 6 | 3 | 3 | 22 | 12 | -10 | Clasifica al T.Clausura 2007 |
| 4 | Deportivo Táchira B    | 14  | 12 | 3 | 5 | 4 | 22 | 21 | +1  | Desciende al T. Aspirantes   |
| 5 | Club Atlético Táchira  | 9   | 11 | 2 | 3 | 6 | 9  | 14 | -5  | Desciende al T.Aspirantes    |
| 6 | Unión Deportivo Valera | 5   | 12 | 1 | 2 | 9 | 12 | 39 | -27 | Desciende al T.Aspirantes    |

## Torneo Clausura 2007
El Torneo Clausura 2007 es el segundo torneo de la temporada 2006/07 en la Segunda División B de Venezuela.

### Grupo Centro Oriental
|   | Equipo                 | PTS | J  | G | E | P | GF | GC | DG  |                    |
| - | ---------------------- | --- | -- | - | - | - | -- | -- | --- | ------------------ |
| 1 | Colegio Iberoamericano | 29  | 14 | 9 | 2 | 3 | 21 | 10 | +11 | Asciende a Segunda |
| 2 | SD Centro Ítalo        | 24  | 14 | 8 | 0 | 6 | 28 | 20 | +8  | Asciende a Segunda |
| 3 | Atlético PDVSA Gas     | 21  | 14 | 6 | 3 | 5 | 25 | 28 | -3  | Asciende a Segunda |
| 4 | EF San Tomé            | 13  | 14 | 4 | 1 | 9 | 18 | 40 | -22 | Asciende a Segunda |
| 5 | UCV FC                 | 12  | 14 | 3 | 3 | 8 | 20 | 22 | -2  | Asciende a Segunda |
| 6 | Deportivo Gulima(*)    | 12  | 14 | 3 | 3 | 8 | 11 | 21 | -10 |                    |

- (*) Deportivo Gulima sustituye a Deportivo Galicia que se negaron a subir.

### Grupo Centro Occidental
|   | Equipo                 | PTS | J  | G  | E | P  | GF | GC | DG  |                    |
| - | ---------------------- | --- | -- | -- | - | -- | -- | -- | --- | ------------------ |
| 1 | Zulia FC               | 37  | 14 | 12 | 1 | 1  | 34 | 12 | +22 | Asciende a Segunda |
| 2 | UCLA FC                | 25  | 14 | 7  | 4 | 3  | 24 | 15 | +9  | Asciende a Segunda |
| 3 | Policía de Lara FC     | 24  | 14 | 7  | 3 | 4  | 29 | 18 | +11 | Asciende a Segunda |
| 4 | Atlético Turén         | 18  | 14 | 5  | 3 | 6  | 22 | 20 | +2  | Asciende a Segunda |
| 5 | Trujillanos FC B       | 14  | 14 | 3  | 5 | 6  | 16 | 24 | -8  | Asciende a Segunda |
| 6 | Academia Emeritense FC | 8   | 14 | 2  | 2 | 10 | 13 | 31 | -18 |                    |

## Final[2][3]
| 5 de mayo de 2007 | Zulia FC                                              | 3-1 (2-1) | Colegio Iberoamericano FC | Estadio José Encarnación Romero, Maracaibo |  |
|                   | José Barros 22' · Robert Torres 28' · Carlos Lara 68' |           | Luis Ramos 2'             |                                            |  |

| 13 de mayo de 2007                                                     | Colegio Iberoamericano FC | 0-1 | Zulia FC          | Centro portugués, Puerto Ordaz |  |
|                                                                        |                           |     | Gustavo Rojas 67' |                                |  |
| Zulia FC consigue su 2do título de la Segunda División B de Venezuela. |                           |     |                   |                                |  |

Zulia FC

Campeón

### Top 5 goleadores[4]
| Jugador | Jugador              | Jugador          | Goles | Equipo             |
| ------- | -------------------- | ---------------- | ----- | ------------------ |
| 1       | Bandera de Venezuela | Ricardo Ettari   | 16    | SD Centro Ítalo FC |
| 2       | Bandera de Venezuela | Jeancarlos Brito | 13    | Atlético PDVSA Gas |
| 3       | Bandera de Venezuela | Joel Gallardo    | 13    | Policía de Lara FC |
| 4       | Bandera de Venezuela | Otto González    | 11    | Deportivo Gulima   |
| 5       | Bandera de Venezuela | Jonathan Risso   | 10    | UCV FC             |
| 5       | Bandera de Venezuela | José Barros      | 10    | Zulia FC           |